# 프로젝트 패기
"프로젝트 패기"는 2017년에 개봉한 대한민국의 영화이다.

## 캐스팅
- 박종환 : 하시용 역
- 이지훈 : 남도민 역
- 강희만 : 이 감독 역
- 정의혁 : 육채남 역
- 강신철 : 현철 역
- 이수인 : 수진 역
- 조문경 : 민경 역
- 윤영경 : 예삐 역
- 정성호 : 심사위원 역
- 윤수빈 : 현철 조카 역
- 양지수 : 행사 MC 역
- 인디언 쿠스코 : 남도민 공연팀 역
- 시크 밴드 : 밴드 역
- 최희서 : 카페 매니저 역
- 음총명 : 오디션 가수 역
- 성수연 : 웨이트리스 역
- 조용진 : 보이그룹 연습생  역
- 공효진 (특별출연)
- 하재근 (특별출연)
- 강지민 (특별출연)